# トゥモロウ・トゥデイ (アル・ジャロウのアルバム)
| 専門評論家によるレビュー | 専門評論家によるレビュー |
| レビュー・スコア         | レビュー・スコア         |
| 出典                     | 評価                     |
| ------------------------ | ------------------------ |
| AllMusic                 | [ 1 ]                    |

『トゥモロウ・トゥデイ』(Tomorrow Today) は、GRPレコードから2000年に発売された、アル・ジャロウのスタジオ・アルバム。『ビルボード』誌のジャズ・アルバムのチャートでは、最高2位まで上昇した。

## 概要
このアルバムには、ボニーMやヴァネッサ・ウィリアムスらがフィーチャーされている。

## シングル
「イッツ・ハウ・ユー・セイ・イット」は、『ビルボード』誌のアダルトR&Bソングス (SongsAdult R&B Songs) のチャートで14位まで上昇した。

## トラックリスト
以下、曲名の表記は、日本盤による。作者のクレジットはDiscogsによる。
| #   | タイトル                                                                                            | 作詞・作曲                                                                   | 時間 |
| --- | --------------------------------------------------------------------------------------------------- | ---------------------------------------------------------------------------- | ---- |
| 1.  | 「ジャスト・トゥ・ビー・ラヴド (Just to Be Loved)」                                                 | ビル・チャンプリン、グレッグ・マティソン (Greg Mathieson)                    | 4:18 |
| 2.  | 「レット・ミー・ラヴ・ユー (Let Me Love You)」                                                      | ジョン・ストッダート、ポール・ブラウン                                       | 4:41 |
| 3.  | 「イン・マイ・ミュージック (In My Music)」                                                          | デイヴィッド・ウッズ、ポール・ブラウン                                       | 4:05 |
| 4.  | 「スルー・イット・オール (Through It All)」                                                         | ポール・ブラウン、スティーヴ・ハーヴェイ (Steve Harvey)                      | 4:30 |
| 5.  | 「トゥモロウ・トゥデイ (Tomorrow Today)」                                                           | アル・ジャロウ、フレッド・レイヴェル                                         | 4:41 |
| 6.  | 「フレイム (Flame)」                                                                                | アル・ジャロウ、アンドリュー・フォード (Andrew Ford)、ラリー・ウィリアムズ   | 5:31 |
| 7.  | 「サムシング・ザット・ユー・セッド (Something That You Said)」                                      | アル・ジャロウ、ジョー・ザヴィヌル                                           | 5:57 |
| 8.  | 「ラスト・ナイト (Last Night)」                                                                     | スティーヴ・デュービン (Steve Dubin)、アンドレア・マーティン                 | 3:48 |
| 9.  | 「ゴッズ・ギフト・トゥ・ザ・ワールド (God's Gift to the World)」                                    | マイク・ヒメルステイン (Mike Himelstein)、テリー・サンプソン (Terry Sampson) | 4:28 |
| 10. | 「イッツ・ハウ・ユー・セイ・イット (It's How You Say It)」                                          | バリー・イーストボンド (Barry Eastmond)、アル・ジャロウ                      | 4:45 |
| 11. | 「プディット（プット・イット・ホエア・ユー・ウォント・イット）(Puddit (Put It Where You Want It))」 | アル・ジャロウ、ジョー・サンプル                                             | 2:44 |